# Раффо, Норберто
Норберто Раффо (27 апреля 1939 — 16 декабря 2008) — аргентинский футболист, нападающий. Футбольный тренер.

## Клубная карьера
Воспитанник ФК «Индепендьенте».В 1957 году начал карьеру игрока, и в 1960 году он выиграл чемпионат Аргентины.В 1961 году Раффо перешёл в «Банфилд», который тогда играл во втором дивизионе. Нападающий помог клубу выиграть второй дивизион, забив 34 матчах 18 голов. В 1967 году футболист перешёл в «Расинг», с которым он выиграл кубок Либертадорес (14 голов) и межконтинентальный кубок (1 гол). В 1969 году нападающий играл в Примере за «Атланту». В 1970 году он играл за колумбийскую «Америку», которая заняла 9 место в чемпионате. В 1971 году Норберто вернулся в Аргентину и выиграл дивизион В

## Сборная
За сборную нападающий сыграл 3 матча. В 1967 году нападающий провёл 2 матча на чемпионате Южной Америки

## Тренерская карьера
Норберто Раффо тренировал ряд аргентинских футбольных клубов, наиболее известными из которых были «Банфилд» и «Ланус».

## Достижения
«Индепедьенте»
- Чемпион Аргентины: 1960

«Банфилд»
- Примера В Насьональ (Дивизион В): 1962

«Расинг»
- Кубок Либертадорес: 1967
- Межконтинентальный кубок: 1967

«Ланус»
- Примера В Насьональ (Дивизион В): 1971